# Charleroi Coal Miners 2019
Questa voce raccoglie le informazioni riguardanti gli Charleroi Coal Miners nelle competizioni ufficiali della stagione 2019.

## BAFL Elite Division 2019

### Stagione regolare
| Ostenda 17 febbraio 2019, ore 14:00 | Ostend Pirates | 12 – 7 | Charleroi Coal Miners | Sportpark De Schorre |

| Roux 3 marzo 2019, ore 14:00 | Charleroi Coal Miners | 35 – 0 | Liège Monarchs | Complexe sportif |

| Anderlecht 17 marzo 2019, ore 14:00 | Brussels Black Angels | 61 – 13 | Charleroi Coal Miners | Pedepark |

| Roux 31 marzo 2019, ore 14:00 | Charleroi Coal Miners | 0 – 40 | Limburg Shotguns | Complexe sportif |

| Roux 14 aprile 2019, ore 14:00 | Charleroi Coal Miners | 18 – 28 | Antwerp Argonauts | Complexe sportif |

| Roux 5 maggio 2019, ore 14:00 | Charleroi Coal Miners | 18 – 0 | Wallonie Picarde Phoenix | Complexe sportif |

| Evere 19 maggio 2019, ore 14:00 | Brussels Tigers | 8 – 16 | Charleroi Coal Miners | Complexe sportif |

## Statistiche di squadra
| Competizione | %Vittorie | In casa | In casa | In casa | In casa | In casa | In casa | In trasferta | In trasferta | In trasferta | In trasferta | In trasferta | In trasferta | Totale | Totale | Totale | Totale | Totale | Totale |
| Competizione | %Vittorie | G       | V       | N       | P       | Pf      | Ps      | G            | V            | N            | P            | Pf           | Ps           | G      | V      | N      | P      | Pf     | Ps     |
| ------------ | --------- | ------- | ------- | ------- | ------- | ------- | ------- | ------------ | ------------ | ------------ | ------------ | ------------ | ------------ | ------ | ------ | ------ | ------ | ------ | ------ |
| Campionato   | .429      | 4       | 2       | 0       | 2       | 71      | 68      | 3            | 1            | 0            | 2            | 36           | 81           | 7      | 3      | 0      | 4      | 107    | 149    |
| Totale       | .429      | 3       | 0       | 0       | 3       | 71      | 68      | 4            | 0            | 0            | 4            | 36           | 81           | 7      | 3      | 0      | 4      | 107    | 149    |